# Captura de Malta (218 a. C.)
La captura de Malta fue la conquista de esta isla, entonces conocida como Maleth, Melite o Melita y en poder de los cartagineses, por las fuerzas romanas del cónsul Tiberio Sempronio Longo en la primera etapa de la segunda guerra púnica en el año 218 a. C.

## Antecedentes
Malta había sido territorio cartaginés desde el 480 a. C. Sufrió una devastadora incursión del ejército romano de Cayo Atilio Régulo Serrano en el 257 a. C., durante la primera guerra púnica, pero permaneció bajo el dominio cartaginés.
Cuando estalló la segunda guerra púnica en el 218 a. C., un ejército cartaginés de unos dos mil hombres al mando de Amílcar, hijo de Gisco —Amílcar era posiblemente hermano de Asdrúbal, hijo de Gisco— guarnicionó las islas maltesas. A pesar de la derrota de los cartagineses en la batalla de Lilibea, a los romanos les preocupaba que pudieran desencadenar una revuelta en Sicilia. Decidieron apoderarse de Malta —la base de Cartago más cercana a Sicilia— para evitarlo.Castillo, 2006, p. 24

## Conquista
El cónsul romano Tiberio Sempronio Longo tenía más de veintiséis mil hombres bajo su mando,Castillo, 2006, p. 24 y zarpó con su flota de Lilibeo para conquistar Malta. Superado ampliamente en número, Amílcar entregó la ciudad principal de Maleth y su guarnición a los romanos, sin mucha lucha. La flota regresó a Lilibeo después de unos días, donde los que habían sido capturados (con la excepción de los nobles) fueron vendidos como esclavos.

## Análisis
La fuente principal sobre la invasión es un relato de Tito Livio. El papel de los habitantes de Malta durante la invasión no está claro, y algunos historiadores sugieren que podrían haber entregado la guarnición cartaginesa a los romanos. Las islas no estaban en condiciones de resistir la invasión, y rendirse sin luchar fue beneficioso para la población, ya que evitó la destrucción de las islas y también aumentó la posibilidad de un futuro beneficio económico.
Las pruebas arqueológicas sugieren una importante continuidad demográfica entre los períodos de la dominación cartaginesa y romana de Malta. Las islas maltesas recibieron cierto grado de autonomía bajo la dominación romana, posiblemente como recompensa por el cambio de lealtad de los isleños.